# Prosekia tarumae
Prosekia tarumae is een pissebed uit de familie Philosciidae. De wetenschappelijke naam van de soort is voor het eerst geldig gepubliceerd in 1984 door Lemos de Castro.